# Fosco Becattini
Fosco Becattini (16. březen 1925 Sestri Levante, Italské království – 14. prosinec 2016) byl italský fotbalový obránce.
Celou svou fotbalovou kariéru prožil v klubu Janov CFC. Celkem za ně odehrál 16 sezon a nastoupil do 424 utkání. Klubový rekord držel do roku 2002, když jej překonal Gennaro Ruotolo. Vždy nosil dres s číslem 3. Největší úspěch bylo vítězství ve druhé lize v sezoně 1952/53.

## Hráčská statistika
| Sezóna  | Klub    | Liga      | Liga   | Liga | Ligové poháry | Ligové poháry | Ligové poháry | Kontinentální poháry | Kontinentální poháry | Kontinentální poháry | Celkem | Celkem |
| Sezóna  | Klub    | Soutěž    | Zápasy | Góly | Soutěž        | Zápasy        | Góly          | Soutěž               | Zápasy               | Góly                 | Zápasy | Góly   |
| ------- | ------- | --------- | ------ | ---- | ------------- | ------------- | ------------- | -------------------- | -------------------- | -------------------- | ------ | ------ |
| 1945/46 | Janov   | 1. divize | 1      | 0    | -             | 0             | 0             | -                    | 0                    | 0                    | 1      | 0      |
| 1946/47 | Janov   | Serie A   | 30     | 0    | -             | 0             | 0             | -                    | 0                    | 0                    | 30     | 0      |
| 1947/48 | Janov   | Serie A   | 30     | 0    | -             | 0             | 0             | -                    | 0                    | 0                    | 30     | 0      |
| 1948/49 | Janov   | Serie A   | 26     | 0    | -             | 0             | 0             | -                    | 0                    | 0                    | 26     | 0      |
| 1949/50 | Janov   | Serie A   | 36     | 0    | -             | 0             | 0             | -                    | 0                    | 0                    | 36     | 0      |
| 1950/51 | Janov   | Serie A   | 35     | 0    | -             | 0             | 0             | -                    | 0                    | 0                    | 35     | 0      |
| 1951/52 | Janov   | Serie B   | 37     | 0    | -             | 0             | 0             | -                    | 0                    | 0                    | 37     | 0      |
| 1952/53 | Janov   | Serie B   | 34     | 0    | -             | 0             | 0             | -                    | 0                    | 0                    | 34     | 0      |
| 1953/54 | Janov   | Serie A   | 31     | 0    | -             | 0             | 0             | -                    | 0                    | 0                    | 31     | 0      |
| 1954/55 | Janov   | Serie A   | 30     | 0    | -             | 0             | 0             | -                    | 0                    | 0                    | 30     | 0      |
| 1955/56 | Janov   | Serie A   | 23     | 0    | -             | 0             | 0             | -                    | 0                    | 0                    | 23     | 0      |
| 1956/57 | Janov   | Serie A   | 32     | 0    | -             | 0             | 0             | -                    | 0                    | 0                    | 32     | 0      |
| 1957/58 | Janov   | Serie A   | 31     | 1    | IP            | 4             | 0             | -                    | 0                    | 0                    | 35     | 1      |
| 1958/59 | Janov   | Serie A   | 20     | 0    | IP            | 1             | 0             | -                    | 0                    | 0                    | 21     | 0      |
| 1959/60 | Janov   | Serie A   | 13     | 0    | -             | 0             | 0             | -                    | 0                    | 0                    | 13     | 0      |
| 1960/61 | Janov   | Serie B   | 15     | 0    | IP            | 1             | 0             | -                    | 0                    | 0                    | 16     | 0      |
| Celkově | Celkově | Celkově   | 424    | 1    | -             | 6             | 0             | -                    | 0                    | 0                    | 430    | 1      |

## Úspěchy

### Klubové
- 1× vítěz 2. italské ligy (1952/53)

### Reprezentační
- 1× na MP (1948–1953)